# Лотошники
Лотошники — село в Неклиновском районе Ростовской области.
Входит в состав Андреево-Мелентьевского сельского поселения.

## Население
| 2010 |
| ---- |
| 77   |

## Улицы
- пер. Веселый,
- пер. Морской,
- пер. Тихий.